# Pukkeenegak
Pukkeenegak is een godin uit de Inuitmythologie. Volgens de overlevering is zij degene die aan Inuit-vrouwen kinderen schenkt, evenals voedsel en materialen om kledij te maken. Bij de Inuit staat zij dan ook gekend als een welwillende godin. Ze wordt meestal afgebeeld met een getatoeëerd gezicht en met een paar grote laarzen aan haar voeten.